# Cerro de Punta
Cerro de Punta (även känd som Cerro Puntita) är det högsta berget på Puerto Rico med sina 1 338 meter över havet. Berget är beläget i Cordillera Central vid staden Ponce, Puerto Rico.